# بخش دالگرن، شهرستان کارور، مینه سوتا
بخش دالگرن (به انگلیسی: Dahlgren Township) یک منطقهٔ مسکونی در ایالات متحده آمریکا است که در شهرستان کارور، مینه‌سوتا واقع شده‌است.
 بخش دالگرن ۹۳٫۰ کیلومتر مربع مساحت و ۱٬۴۵۳ نفر جمعیت دارد و ۲۷۹ متر بالاتر از سطح دریا واقع شده‌است.